# Direktivität

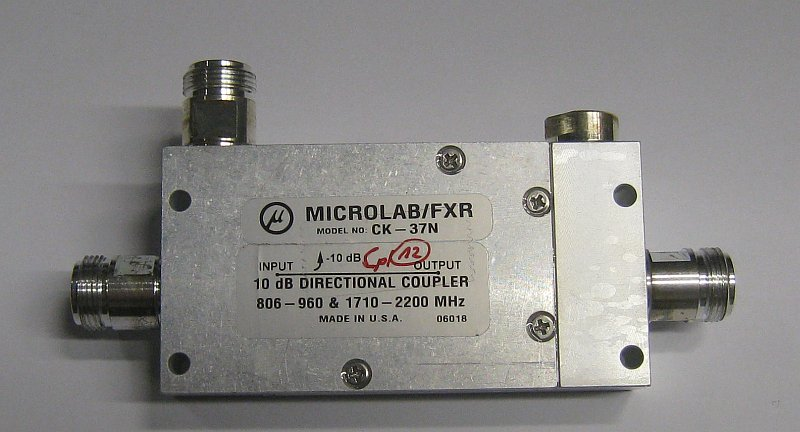
Richtkoppler, wie er zur Reflexionsmessung dienen könnte. Die Tore seien hier mit (1) rechts, (2) links und (3) links oben durchnummeriert.

Direktivität (englisch Directivity) ist ein Fachbegriff aus der Hochfrequenzmesstechnik, der das Richtverhältnis (auch genannt: Richtschärfe) eines Richtkopplers (Bild) quantitativ beschreibt. Gemeint ist damit das Verhältnis von:
- Messsignal bei Vorhandensein einer Totalreflexion am Messtor, also bei Reflexionsfaktor r = 1 zu

- Messsignal bei perfekter Anpassung am Messtor, also bei r = 0.

Bei kommerziellen Netzwerkanalysatoren werden anstelle von Richtkopplern häufig VSWR-Messbrücken eingesetzt, da diese eine erheblich größere Bandbreite aufweisen. Für diese gelten dieselben Gesetzmäßigkeiten bezüglich der Direktivität wie für Richtkoppler.

## Grundlagen
Die Streuparameter (S‑Parameter) eines Dreitors, wie des Richtkopplers im Bild, beschreiben die Zusammenhänge zwischen den drei auf die Tore zulaufenden Wellen a1, a2 und a3 und die von den Toren weglaufenden Wellen b1, b2 und b3 in der Form:
{\displaystyle {\begin{pmatrix}b_{1}\\b_{2}\\b_{3}\end{pmatrix}}={\begin{pmatrix}S_{11}&S_{12}&S_{13}\\S_{21}&S_{22}&S_{23}\\S_{31}&S_{32}&S_{33}\end{pmatrix}}{\begin{pmatrix}a_{1}\\a_{2}\\a_{3}\end{pmatrix}}}
Zur Messung des Reflexionsfaktors eines Messobjekts (englisch Device Under Test, kurz: DUT) würde man es an das linke Tor des Richtkopplers (Tor 2) anschließen. Das Sendesignal (a1) könnte man von rechts einspeisen  (Tor 1), obwohl im Bild dort Output zu lesen ist. Und das Empfangssignal (b3) würde in diesem Fall am linken oberen Anschluss (Tor 3) gemessen.
Die Direktivität D dieser Anordnung ist definiert als:
D = |S21| · |S32| / |S31|
Hier ist mit |S| der Betrag der komplexen S‑Parameter gemeint.
Eine möglichst hohe Direktivität, beispielsweise mindestens 40 dB, ist Voraussetzung für eine hinreichende Messgenauigkeit bei der Reflexionsfaktormesung eines DUTs.

## Messung
Zur messtechnischen Bestimmung der Direktivität würde man mindestens zwei Messungen durchführen, wie ganz oben angegeben:
- Totalreflexion am Messtor wird wahlweise durch Anschluss eines Leerlaufs (Open) oder eines Kurzschlusses (Short) an das Messtor erzielt. In der Praxis nutzt man oft beide Kalibrierstandards und bildet den Mittelwert der jeweiligen Messungen.

- Näherungsweise Anpassung am Messtor erreicht man mithilfe eines Abschlusswiderstandes (Match). Präzisere Ergebnisse erhält man mithilfe eine Luftleitung (Air Line) oder einer Gleitlast (Sliding Match).

Der Quotient beider Messungen ist die Direktivität D.